# Tremors 2: Aftershocks
Tremors 2: Aftershocks é um filme de terror estadunidense de 1996. Earl Bassett retorna do primeiro filme e é contratado para lidar com uma infestação de graboides num campo petrolífero mexicano. Dirigido por S.S. Wilson e estrelado por Fred Ward, Christopher Gartin, Michael Gross e Helen Shaver. Foi seguido por uma sequência em 2001: Tremors 3: Back to Perfection.

## Elenco
| Atores             | Personagens             |
| ------------------ | ----------------------- |
| Fred Ward          | Earl Bassett            |
| Christopher Gartin | Grady Hoover            |
| Michael Gross      | Burt Gummer             |
| Helen Shaver       | Kate "White" Reilly     |
| Marco Hernandez    | Julio                   |
| José Rosario       | Pedro                   |
| Marcelo Tubert     | Señor Carlos Ortega     |
| Thomas Rosales Jr. | Trabalhador do petróleo |

## Produção

### Desenvolvimento
Tremors II: Aftershocks começou a produção em 1993, quando MCA Universal (divisão de filmes) gostou do roteiro. O filme foi originalmente planejado para ser filmado na Austrália, com um orçamento de 17 milhões de dólares. Infelizmente, devido ao custo de distribuição e promoção, a divisão de cinema perdeu o interesse. O filme foi posteriormente dada a luz verde, pela divisão de home video MCA/Universal, para tudo, mas o orçamento de 17 milhões e localização australiana. Finalmente, depois de muitos atores e técnicos baixando suas taxas, e várias cenas de efeitos especiais canceladas, o filme foi feito com um orçamento de 4 milhões e filmado em um total de 27 dias. O filme também foi lançado diretamente em vídeo, sem liberação de cinema.

### Props
Em Tremors II, a equipe de design da criatura, Amalgamated Dynamics, foi confrontado com um desafio diferente do primeiro filme. Em Tremors, os Graboids passam a maior parte do seu tempo no subsolo, e, assim, um suporte não era necessário para essas cenas. No entanto, em Tremors II, as criaturas passam o tempo todo acima do solo e há sempre mais do que Graboids gritadores, assim, a necessidade de mais adereços. Os adereços usados no filme incluem duas totalmente articuladas, em grande escala de shrieker, três versões de mão-fantoche dos shriekers, e três bonecos de monstros de borracha não-articulados sem juntas. Um totalmente articulada, em grande escala fantoche shrieker exigiu 16 pessoas para operar, A maioria dessas criaturas eram (não surpreendentemente) destruidos durante o curso das filmagens.
Um dos graboids em escala completa utilizados no filme era um modelo renovado que foi usado no primeiro filme.

### Efeitos
Para alcançar a visão infravermelha dos shriekers como pode ser visto em várias cenas, os atores usavam ternos vermelhos e meias amarelas, em seguida, foram filmadas em fita de vídeo Hi-8 e a filme 35 mm para adicionar um efeito granulado adicional. Os engenheiros de pós-produção de vídeo, em seguida, tornou os rostos e corpos em cores diferentes.
A cena em que um bebê shrieker é visto foi criado usando um shrieker tamanho completo em uma gaiola grande, tornando o shrieker parecer pequeno. Como consequência, não há atores que poderiam ser mostradas ao mesmo tempo que a gaiola e shrieker.
Além dos shriekers projetados por Amalgamated Dynamics, algumas cenas no filme utilizando shriekers eram de imagens geradas por computador (CGI) desenhado por Tippett Studio. Estes shriekers animados foram utilizados sempre que o filme retrata-los como caminhar, correr, ou subir, uma vez que estes movimentos foram além das capacidades dos fantoches shriekers totalmente articulados.
Foram feitos 4 shriekers articulados (exemplo, quando Earl enfia uma pequena faca de escavamentos arqueológicos no shrieker que aparece na janela) e shriekers robotizados e o bebê. Várias línguas de shriekers foram feitas e dois detectores de calor da cabeça deles.

## Lançamento
A estreia exclusiva de Tremors II: Aftershocks aconteceu em 9 de abril de 1996, no Alfred Hitchcock Theater. O filme foi lançado em VHS em 9 de abril de 1996, e em LD em 16 de abril de 1996.

## Recepção
A partir de maio de 2013, Tremors II: Aftershocks detém atualmente uma classificação de 63% "fresco" no Rotten Tomatoes, baseado em 8 avaliações.
Este filme é uma raridade entre seqüências diretamente em vídeo, que não é só digno de seu antecessor de cinema, mas sugere que ele também, pertence na tela grande... Apesar do orçamento significativamente menor, os monstros permanecem inteiramente convincenteOriginal {{{{{língua}}}}}: — TV Guide

## Lançamento emHome Videono Brasil
Foi lançado apenas o VHS legendado em português.

## Outros filmes da série
- Tremors (O Ataque dos Vermes Malditos no Brasil ou Palpitações em Portugal) (1990)
- Tremors 3: Back to Perfection (O Ataque dos Vermes Malditos 3 - De Volta à Perfection no Brasil ou Palpitações 3: De Volta a Perfection em Portugal) (2001)
- Tremors 4: The Legend Begins (O Ataque dos Vermes Malditos 4 - O Começo da Lenda no Brasil ou Palpitações 4: A Lenda Começa em Portugal) (2004)
- Tremors 5: Bloodlines (O Ataque dos Vermes Malditos 5 - Linhas de Sangue no Brasil) (2015)
- Tremors 6: A Cold Day in Hell (O Ataque dos Vermes Malditos 6 - Um Dia Frio no Inferno no Brasil) (2018)
- Tremors 7: Shrieker Island (O Ataque dos Vermes Malditos 7: Ilha dos Shriekers no Brasil) (2020)